# Petvok Nunatak
 (janvier 2017).

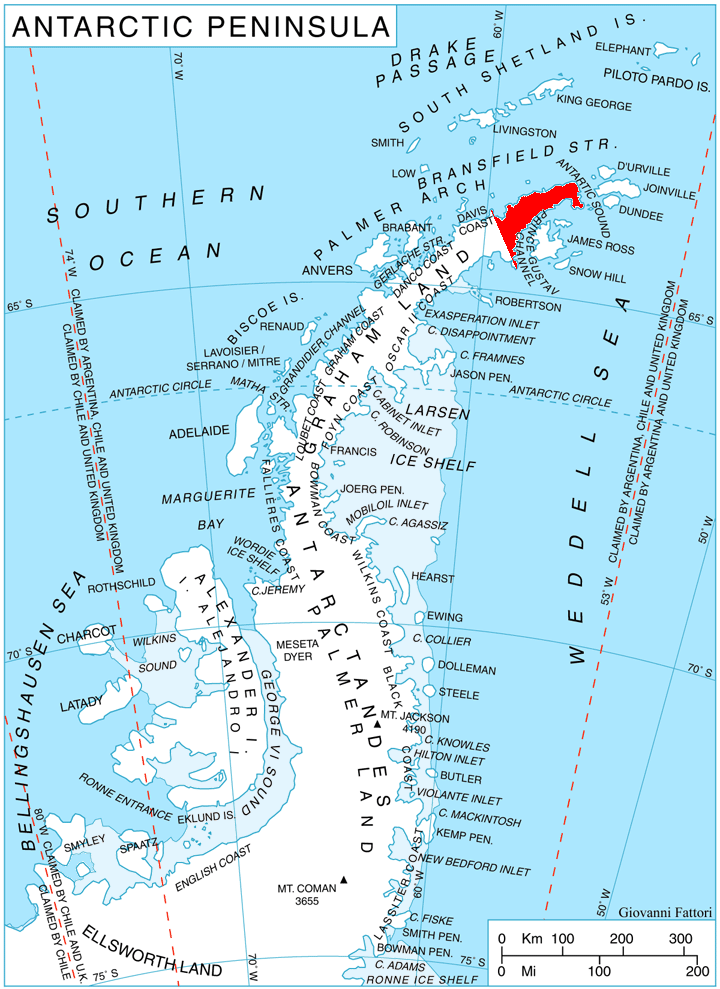
Emplacement de la Péninsule de la Trinité.

Petkov Nunatak (bulgare : Петков нунатак, ‘Petkov Nunatak’ \pet-'kov nu-na-tak\) est la colline rocheuse s'élevant à 800 m dans la partie ouest de Zavera Snowfield, dans le nord-est des contreforts du Plateau de Detroit sur le sud de la Péninsule de la Trinité dans la Terre de Graham, en Antarctique
Le nunatak est nommé d'après Nikola Petkov (b. 1951), géologue à la base Saint-Clément-d'Ohrid en 1995/96 et les saisons ultérieures, et organisateur du programme de l'Institut antarctique bulgare.

## Situation
Petkov Nunatak est situé à 64° 05′ 21″ S, 58° 59′ 43″ Oqui est à 6,9 km au sud-ouest de Rayko Nunatak, à 15.32 km au nord-nord-ouest de Mount Wild, à 2.73 km au nord de l'Huma Nunatak et à 7.11 km à l'est par le nord de Lobosh Peak.

## Cartes
- Antarctic Digital Database (ADD). Échelle 1:250000 carte topographique de l'Antarctique. Comité scientifique sur les recherches antarctiques. Depuis 1993, régulièrement amélioré et mis à jour.